# Anne Dsane Andersen
Anne Dsane Andersen (ur. 10 listopada 1992) – duńska wioślarka, brązowa medalistka olimpijska z Rio de Janeiro.
Zawody w 2016 były jej pierwszymi igrzyskami olimpijskimi. W Brazylii zajęła trzecie miejsce w dwójce bez sternika, partnerowała jej Hedvig Rasmussen.